# Hector Hodler
Hector Hodler (1 de octubre de 1887, en Ginebra – 31 de marzo de 1920, en Leysin, Suiza) fue un esperantista suizo que tuvo una importante influencia en el movimiento esperantista de los primeros años.
Hodler era hijo del conocido pintor suizo Ferdinand Hodler y Augustine Dupin. A los 16 años aprendió esperanto con su compañero de estudios Edmond Privat, y fundó pronto después un club y la revista Juna Esperantisto ("El joven esperantista"). Además escribió artículos y tradujo la novela Paul et Virginie (Pablo y Virginia) de Bernardin de Saint-Pierre (1905).
En 1906, con ocasión del segundo Congreso Mundial de Esperanto, organizado por Hodler y Privat, empezó a considerar la propuesta de Théophile Rousseau y Alphonse Carles de unos "cónsules" (konsuloj) como una manera de crear una organización de esperantistas que se relacionaran y ayudaran de forma directa. Este terminaría siendo el germen de la Asociación Universal de Esperanto (en esperanto, UEA: Universala Esperanto-Asocio) de la que fue cofundador.
A la altura del tercer Congreso mundial de esperanto en 1907, había ya aproximadamente 200 cónsules (delegados). Hodler y otros como Théophile Rousseau fundaron la Asociación Universal de Esperanto el 28 de abril de 1908, y Hodler fue nombrado vicepresidente y Director General. 
En 1907 asumió la redacción de la revista Esperanto tras su fundador Paul Berthelot y la convirtió en una revista significativa que trataba de cuestiones organizativas de la comunidad esperantista y muchos artículos sobre vida social, similar a la revista actual Monato. Hodler quiso utilizar la revista "para crear un vínculo fuerte de solidaridad entre miembros de lenguas diversas". Hodler editó la revista durante 13 años hasta su muerte, excepto seis meses en 1914 durante la Primera Guerra Mundial. La revista continúa siendo el órgano oficial de la UEA.  
Durante la guerra, Hodler, con el entonces secretario de la asociación Hans Jakob, organizó un servicio de asistencia para dar ayuda humanitaria a la población y a los prisioneros de guerra de los diferentes países combatientes. 
Después de la muerte de Harold Bolingbroke Mudie en 1916, la presidencia de la Asociación Universal de Esperanto estuvo vacante hasta después de la guerra, cuando Hodler fue elegido para sucederle.
Hodler estaba especialmente interesado en cuestiones sociales, pacifismo y protección animal. Privat escribió sobre él: "A lo que el genio de Zamenhof inició en el campo lingüístico, él añadió la base necesaria en el campo social." 
A su muerte en 1920, legó a UEA la revista y su biblioteca de esperanto, la cual hoy en día conserva su nombre, así como una gran suma de dinero, procedente de la herencia de su padre, para asegurar su existencia continuada.
- Datos: Q12608
- Multimedia: Hector Hodler / Q12608